# Volkskanzler
Der Begriff Volkskanzler ist eine politische Bezeichnung, die im Ausklang des Ersten Weltkriegs die Forderung nach einem demokratisch-sozialistischen Regierungschef artikulierte. Ab 1933 wurde diese Bezeichnung für ein Jahr monopolartig von der NS-Propaganda instrumentalisiert. Nach Ende der Diktatur wird die ursprüngliche Bedeutung sowohl direkt als auch indirekt auf namhafte demokratische Staatspolitiker wie Ludwig Erhard und Bruno Kreisky übertragen. Der Parteiobmann der Freiheitlichen Partei Österreichs Herbert Kickl bezeichnet sich selbst so.

## Ursprüngliche Bedeutung
Der Begriff ist erstmals in der literarischen Zeitschrift Echo im Mailand der 1830er-Jahre belegbar und wird im Hinblick auf die Schöne Literatur verwendet. Als älteste politische Adaption gilt ein am 11. Oktober 1917 publizierter Artikel im Arbeiterwille, einer steirischen sozialdemokratischen Parteizeitung, worin die Forderung nach einem „Volkskanzler“ zum Ausdruck kommt. Seine Politik solle sich nach „parlamentarischen Grundsätzen“ orientieren. Im November 1918 thematisierte eine Kolumne im Berliner Tageblatt den Friedensappell von Friedrich Ebert, dem Vorsitzenden des Rates der Volksbeauftragten, im Kontext der politisch hochexplosiven Übergangszeit zwischen dem Deutschen Kaiserreich und der Weimarer Republik. Der namentlich nicht genannte Autor charakterisiert den Sozialdemokraten und späteren ersten Reichspräsidenten Ebert als „Volkskanzler“.

## Verwendung während der NS-Zeit

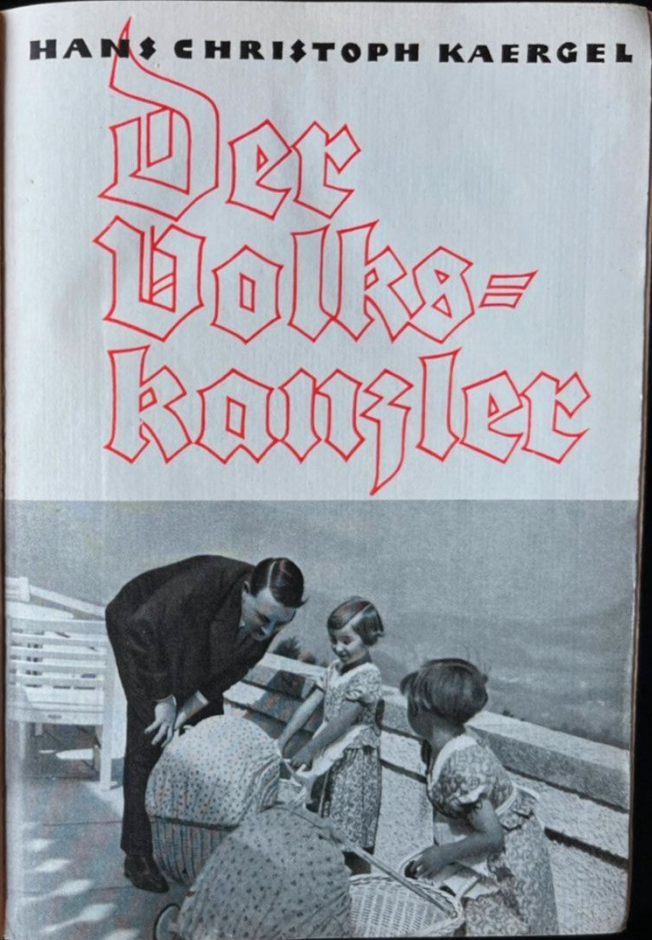
Der Volkskanzler (Hitler-Biographie)

Ab 1933 verdichteten sich die Versuche, den Begriff monopolartig für die NS-Propaganda in Beschlag zu nehmen. Anfänglich benutzte die NS-Propaganda diese Bezeichnung im Zuge der Machtergreifung 1933 stets im Zusammenhang mit Adolf Hitler. Der Beiname wurde auf Plakaten, im Völkischen Beobachter, aber auch in den Reden des Propagandaministers Joseph Goebbels verwendet.
1934 wurde die inoffizielle Bezeichnung Hitlers als „Volkskanzler“ aufgrund des Gesetzes über das „Staatsoberhaupt des Deutschen Reiches“ durch den offiziellen Titel „Führer und Reichskanzler“ verdrängt. Im Duden des Jahres 1941 war unter „Volkskanzler“ zu lesen: Bezeichnung für Hitler zum Ausdruck der Verbundenheit zwischen Volk und Führer, wenngleich die Regierung ab 1939 der Presse geboten hatte, Hitler nur noch als Führer zu titulieren. Danach ist der Terminus aus dem Sprachgebrauch der NS-Propaganda weitgehend verschwunden.

## Verwendung in Österreichs Zweiter Republik
Auch in der Zweiten Republik wurden Politiker als Volkskanzler bezeichnet, beispielsweise Leopold Figl und Bruno Kreisky oder nannten sich selbst als solcher, wie Alfred Gusenbauer oder Herbert Kickl. Kickl benutzte den Begriff umfangreich in der FPÖ-Kampagne für die Nationalratswahl in Österreich 2024.
Der Tiroler Aktionist David Prieth kritisierte diese Verwendung und klärt über die frühere Nutzung des Begriffs durch Hitler auf. Dazu ließ er den Begriff in Österreich bis 2034 als Marke eintragen. Prieths Intention ist die Umcodierung des Begriffs und die „Deutungshoheit über Sprache, Begriffe und Medienöffentlichkeit zurückzuerlangen“.
Ende 2024 wurde „Volkskanzler“ zum Unwort des Jahres gewählt.

## Verwendung in der Bundesrepublik Deutschland

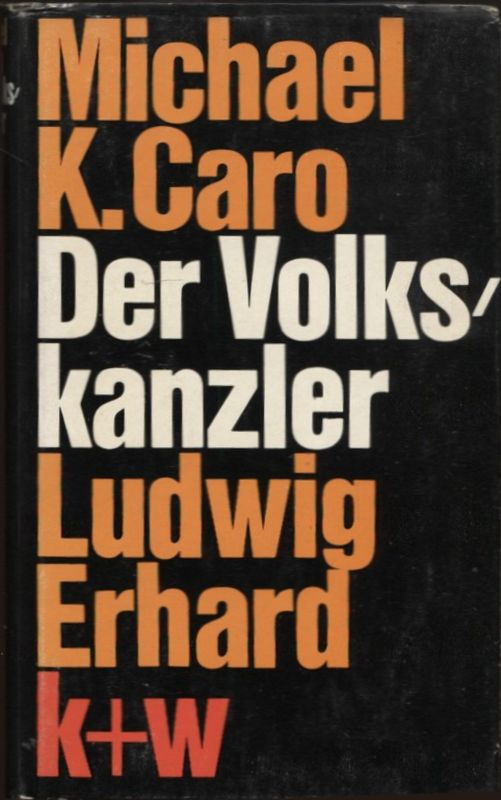
Kurt Michael Caro: Erhard, der Volkskanzler

Im Anschluss an die politisch strenge Ausrichtung Konrad Adenauers positionierte sich sein Nachfolger Ludwig Erhard als überparteilicher, liberaler und kooperativer „Volkskanzler“.
Helmut Schmidt wurde wegen seiner stringenten Haltung, besonders in Krisenzeiten wie der Ölkrise und dem Terror der RAF im Deutschen Herbst, wiederholt als „Volkskanzler“ bezeichnet.

### Ein Volkskanzler, 2019
Maximilian Steinbeis, Jurist und Schriftsteller, veröffentlichte im September 2019 einen Essay mit dem Titel „Ein Volkskanzler“. Darin zeigte er auf, wie das politische System der Bundesrepublik Deutschland beziehungsweise der Länder durch eine autoritäre, populistische Politik gefährdet werden kann. In der Folge wurde sein Text von mehreren Theatern für die Bühne aufbereitet.